# FA Cup 1983-1984
La FA Cup 1983-1984 è stata la centotreesima edizione della competizione calcistica più antica del mondo. È stata vinta dall'Everton, vincitore della finale disputata contro il Watford.

## Incontri

### Sedicesimi di finale
Gli incontri sono stati disputati tra il 28 e il 29 gennaio 1984. Le ripetizioni degli si sono svolte tra il 30 gennaio e il 1º febbraio 1984.
|                   | Risultato |                 | Prima ripetizione | Seconda ripetizione |  |
| ----------------- | --------- | --------------- | ----------------- | ------------------- |  |
| Sheffield Weds    | 3 - 2     | Coventry City   |                   |                     |  |
| Middlesbrough     | 2 - 0     | Bournemouth     |                   |                     |  |
| West Bromwich     | 1 - 0     | Scunthorpe Utd  |                   |                     |  |
| Sunderland        | 1 - 2     | Birmingham City |                   |                     |  |
| Derby County      | 3 - 2     | Telford United  |                   |                     |  |
| Everton           | 0 - 0     | Gillingham      | 0 - 0             | 3 - 0               |  |
| Swindon Town      | 1 - 2     | Blackburn       |                   |                     |  |
| Shrewsbury Town   | 2 - 0     | Ipswich Town    |                   |                     |  |
| Tottenham         | 0 - 0     | Norwich City    | 1 - 2             |                     |  |
| Portsmouth        | 0 - 1     | Southampton     |                   |                     |  |
| Brighton          | 2 - 0     | Liverpool       |                   |                     |  |
| Plymouth          | 2 - 1     | Darlington      |                   |                     |  |
| Crystal Palace    | 1 - 1     | West Ham Utd    | 0 - 2             |                     |  |
| Huddersfield Town | 1 - 2     | Notts County    |                   |                     |  |
| Charlton          | 0 - 2     | Watford         |                   |                     |  |
| Oxford Utd        | 2 - 1     | Blackpool       |                   |                     |  |

### Ottavi di finale
Gli incontri sono stati disputati tra il 17 e il 18 febbraio 1984.
|                 | Risultato |                 |  |
| --------------- | --------- | --------------- |  |
| Watford         | 3 - 1     | Brighton        |  |
| Notts County    | 1 - 0     | Middlesbrough   |  |
| Blackburn       | 0 - 1     | Southampton     |  |
| West Bromwich   | 0 - 1     | Plymouth        |  |
| Derby County    | 2 - 1     | Norwich City    |  |
| Everton         | 3 - 0     | Shrewsbury Town |  |
| Birmingham City | 3 - 0     | West Ham Utd    |  |
| Oxford Utd      | 0 - 3     | Sheffield Weds  |  |

### Quarti di finale
Gli incontri sono stati disputati tra il 10 e l'11 marzo 1984, le ripetizioni si sono svolte invece tra il 14 e il 20 marzo 1984.
|                | Risultato |                 | Ripetizione |  |
| -------------- | --------- | --------------- | ----------- |  |
| Watford        | 3 - 1     | Birmingham City |             |  |
| Sheffield Weds | 0 - 0     | Southampton     | 1 - 5       |  |
| Derby County   | 0 - 0     | Plymouth        | 0 - 1       |  |
| Notts County   | 0 - 0     | Everton         | 1 - 2       |  |

### Semifinali
Gli incontri sono stati disputati il 4 aprile 1984.
|             | Risultato |          |  |
| ----------- | --------- | -------- |  |
| Watford     | 1 - 0     | Plymouth |  |
| Southampton | 0 - 1     | Everton  |  |

### Finale
| 19 maggio 1984 15:00 BST | Everton            | 2 - 0 referto | Watford | Londra, Wembley Stadium Spettatori: 100,000 Arbitro: John Hunting |
| 19 maggio 1984 15:00 BST | Sharp 38’ Gray 51’ |               |         | Londra, Wembley Stadium Spettatori: 100,000 Arbitro: John Hunting |

|                                                                                      |  | Formazioni |
| Southall Stevens Bailey Reid Ratcliffe Mountfield Heath Steven Sharp Richardson Gray |  | Sherwood · Bardsley · Price 58’ · Sinnott · Taylor · Terry · Callaghan · Jackett · Johnston · Barnes · Reilly · A disposizione: · Atkinson 58’ · |

|                |  | Allenatori    |
| Howard Kendall |  | Graham Taylor |